# Monastère de Břevnov
Le monastère de Břevnov (en allemand Stift Breunau ou Erzabtei Breunau) est le second plus ancien ensemble monastique de la Bohême situé dans le quartier de Břevnov à Prague, après celui du cloître Saint-Georges qui est lui destiné aux femmes et situé au château de Prague. Cette abbaye bénédictine est l'archi-abbaye de la congrégation slave au sein de la confédération bénédictine.

## Histoire
Cette abbaye bénédictine est fondée en 993 par le prince Boleslav II de Bohême et saint Adalbert de Prague, selon la légende, à l'endroit où Boleslav le Pieux et Adalbert se sont rencontrés, lors d'une partie de chasse, là où une source les a désaltérés.
Les premiers moines sont, selon toute vraisemblance, venus avec Adalbert, après son exil romain en l'abbaye du Mont-Cassin. Le premier père-abbé est Anastasius, le père spirituel d'Adalbert. Au milieu du XIe siècle, l'abbé Meinhard fait édifier une abbatiale de style roman dédiée à saint Benoît de Nursie et saint Adalbert de Prague et fonde l'abbaye de Rajhrad (de) près de Brno.
Au début du XIVe siècle, Bavor de Nečtin fait reconstruire l'abbatiale et l'abbaye qui, cette fois, sont dédiées à sainte Marguerite et complète son œuvre en fondant l'abbaye de Broumov. C'est l'un des moines de Břevnov, Jan de Holešov (Jan z Holešova) qui, selon toute probabilité, a sinon inventé, du moins été le premier à utiliser les diacritiques du tchèque.
En 1420, lors des croisades contre les Hussites, l'abbaye est mise à sac par les Taborites et les moines survivants s'exilent alors vers l'abbaye-fille de Broumov. Il faut attendre le XVIe siècle pour que soit relevé le monastère de Břevnov - cela sera l'œuvre, entre autres, de Thomas Sartorio qui élève ce qui est aujourd'hui connu comme la vieille abbaye.

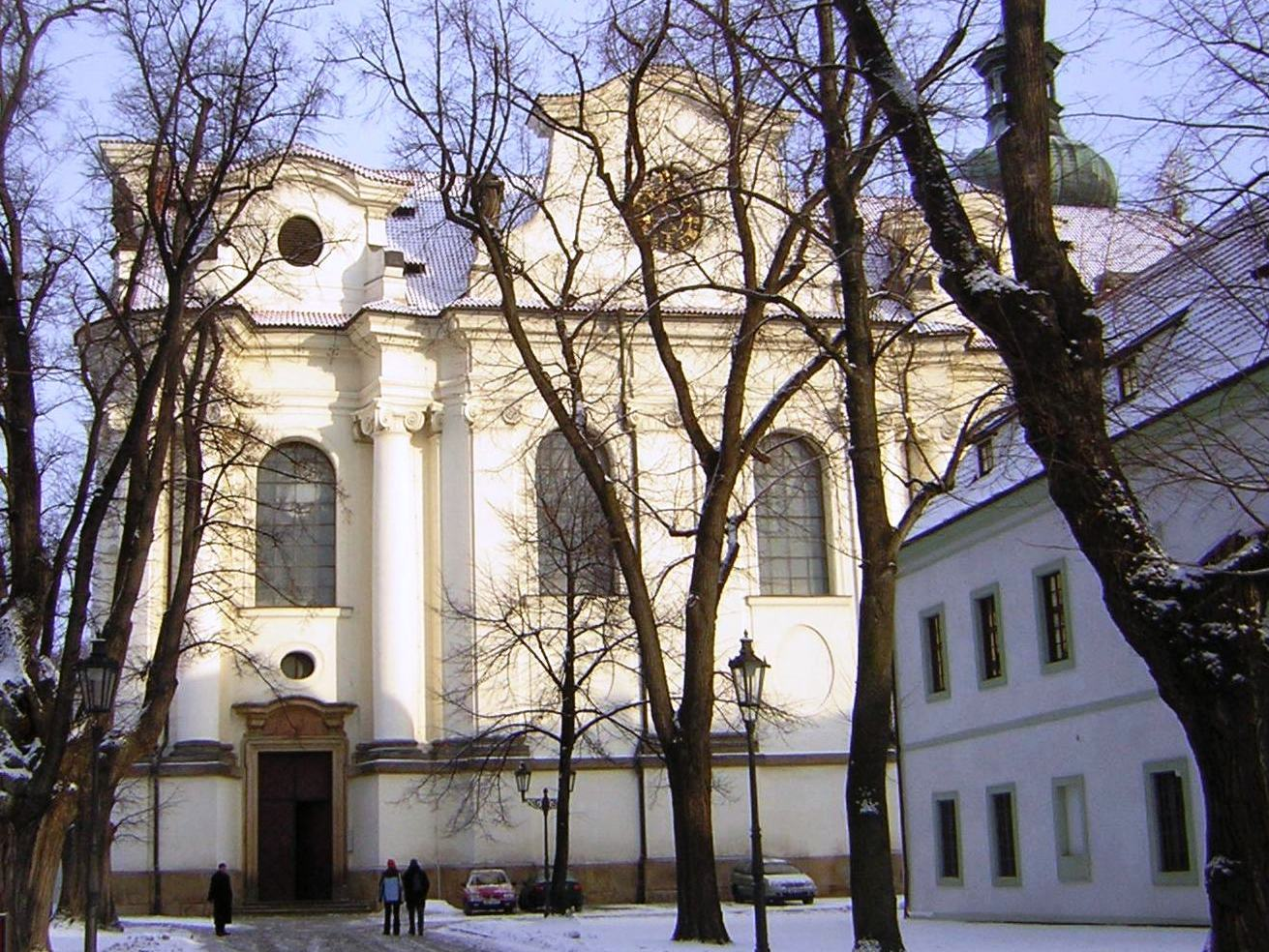
Abbatiale Sainte-Marguerite, façade sud
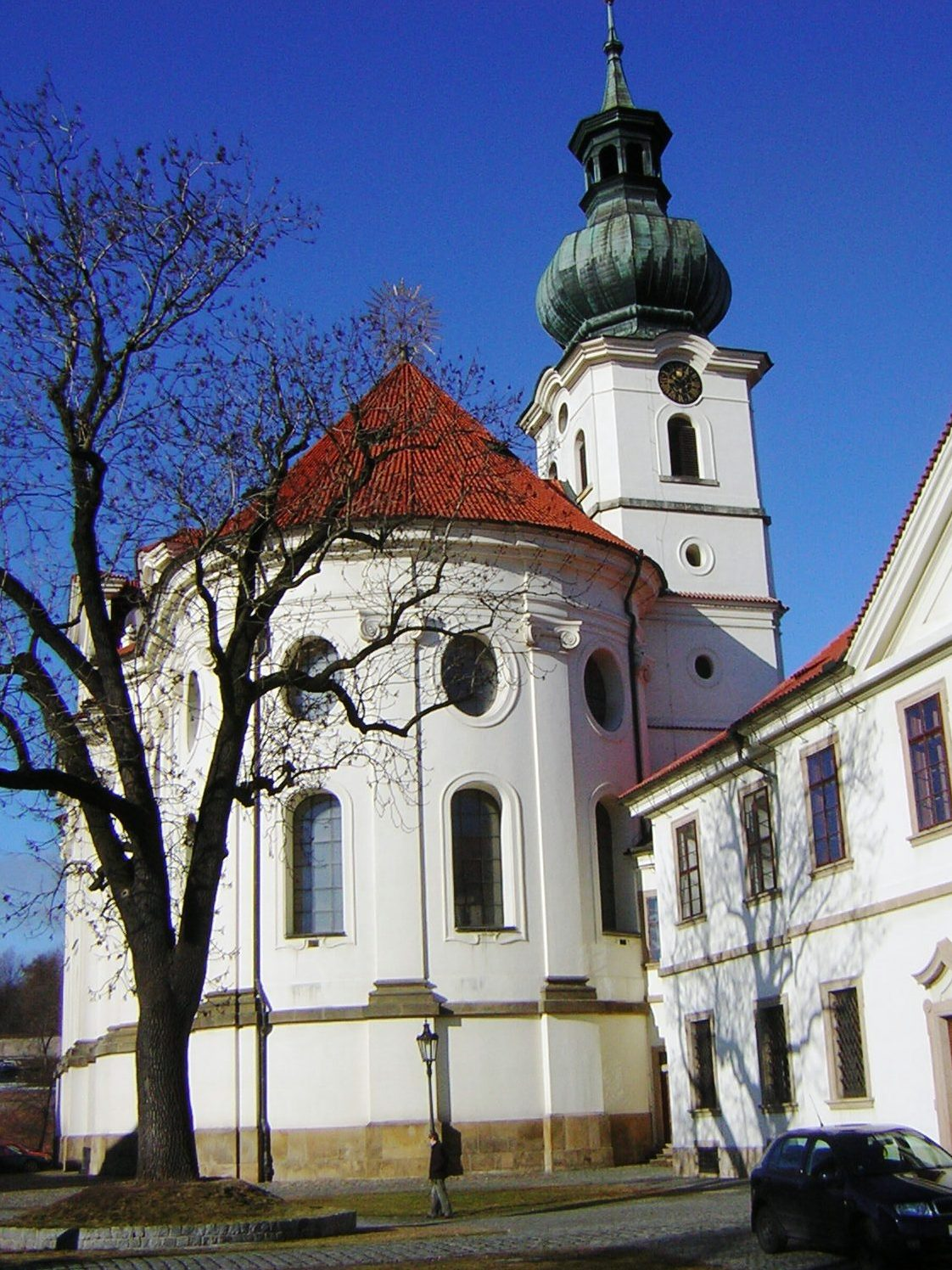
Abbatiale Sainte-Marguerite, façade est
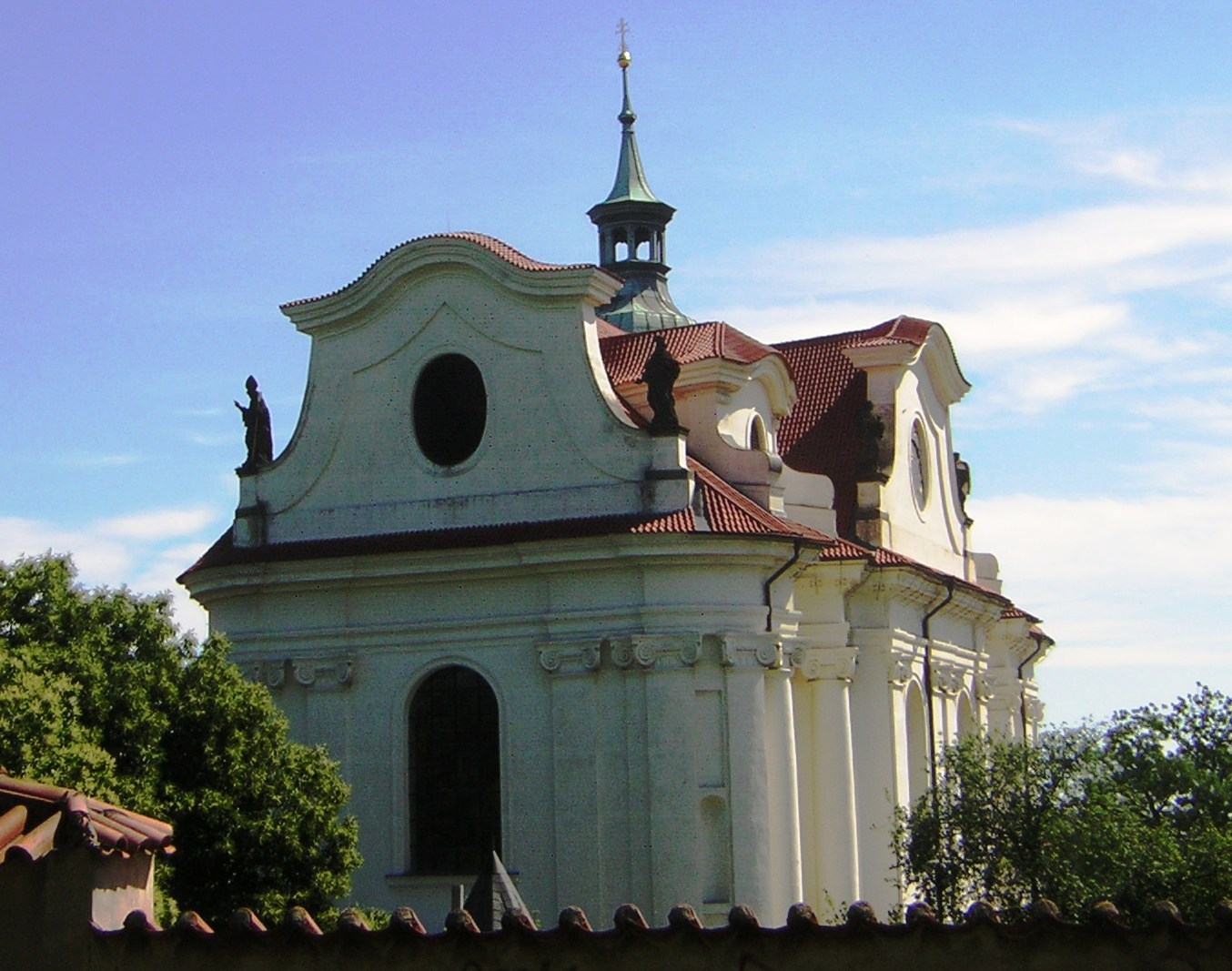
Abbatiale Sainte-Marguerite, façade ouest
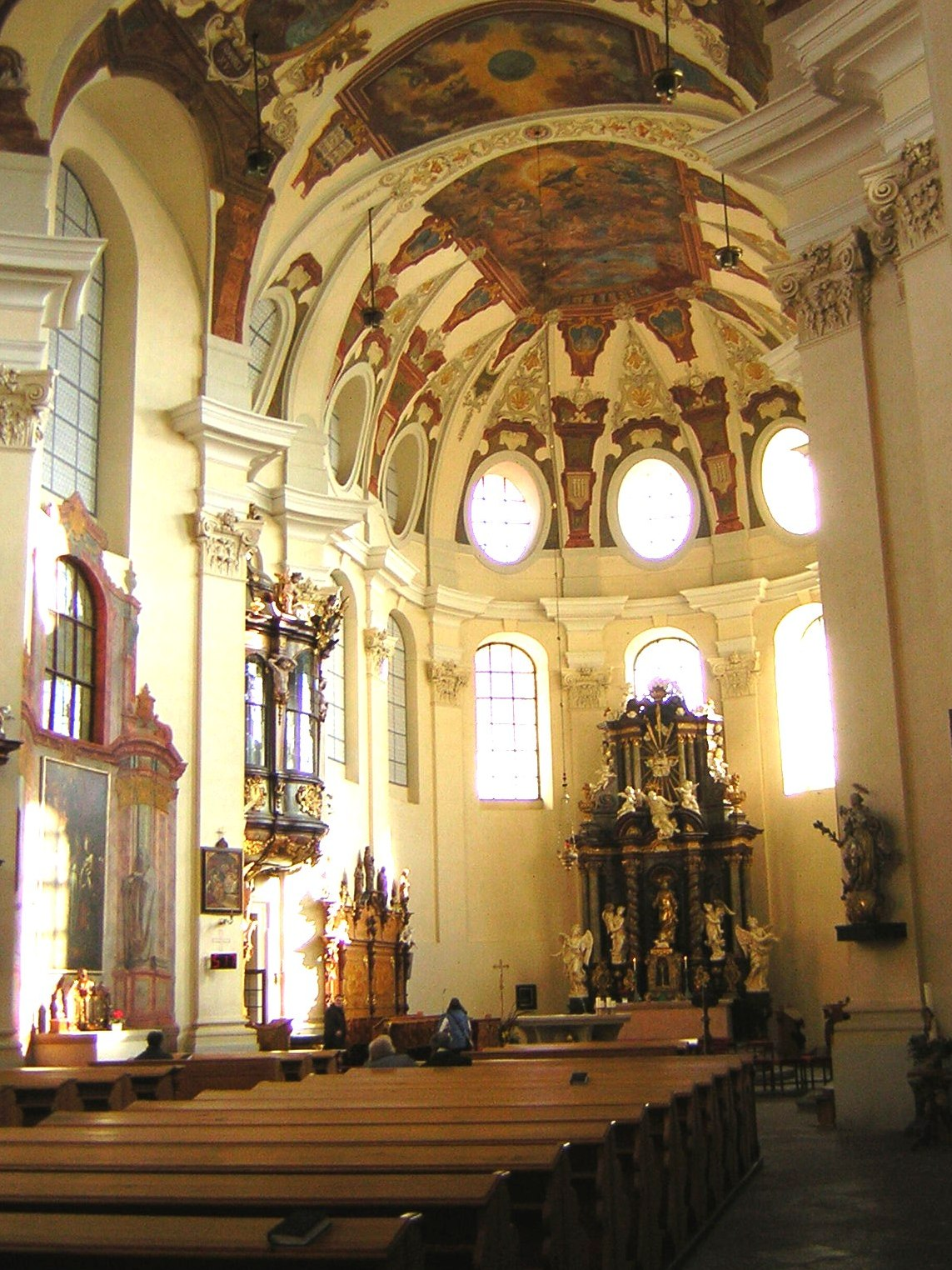
Intérieur de l'abbatiale Sainte-Marguerite

L'abbaye actuelle est édifiée, à partir de 1708, sous la direction de l'abbé Otmar Zinke qui fait appel aux meilleurs artistes de son temps dont l'architecte Christophe Dientzenhofer ou les frères Asam pour les stucs. L'abbatiale est achevée en 1715 mais les travaux continuent : pour la prélature et les bâtiments conventuels, on fait appel à Kilian Ignace Dientzenhofer qui achève les travaux vers 1740. En 1757, lors de la guerre de Sept Ans, les Prussiens font le siège de Prague et occupent alors Břevnov (dans la proche banlieue) qu'ils transforment en hôpital militaire et en écurie.
L'abbé Franz Stephan Rautenstrauch (1734-1785) prend une part importante aux réformes de l'éducation supérieure en Bohême (faculté de théologie, de droit, etc.) et Břevnov/Brenau devient un centre éducatif d'importance qui survivra aux réformes du joséphisme en la matière.
Dans les années 1930, l'abbaye est réformée par les moines venus de l'abbaye de Chevetogne en Belgique. Anastáz Opasek (de) en devient le père-abbé en 1947. En 1950, il est arrêté par la StB puis emprisonné, la plupart des moines sont forcés à l'exil. Jusqu'en 1990, Břevnov abrite les archives du Ministère de l'Intérieur tchécoslovaque. Après le retour du P. Opasek, entre 1991 et 1993, l'abbaye et son église sont restaurées avec une aide pécuniaire étrangère, au premier rang desquelles se distinguent les abbayes allemandes. En 1997, elle reçoit la visite de Jean-Paul II. Une douzaine de moines (dont huit prêtres) y demeurent en 2012.

## Description
L'apparence baroque des bâtiments conventuels et de l'abbatiale est l'œuvre de Christophe Dientzenhofer qui en dresse les plans et en supervise l'exécution entre 1708 et 1740. La décoration intérieure, en particulier celle de l'église abbatiale est due à son fils, Kilian Ignace Dientzenhofer. Les peintures sur les autels latéraux sont de la main de Peter Johannes Brandl et les fresques sont de Jan Jakub Stevens.
Sous le chœur de l'abbatiale, on a récemment mis au jour les fondations de la basilique romane datant du début du XIe siècle. On ne manquera pas de visiter l'impressionnante salle thérèsienne et la bibliothèque conventuelle.

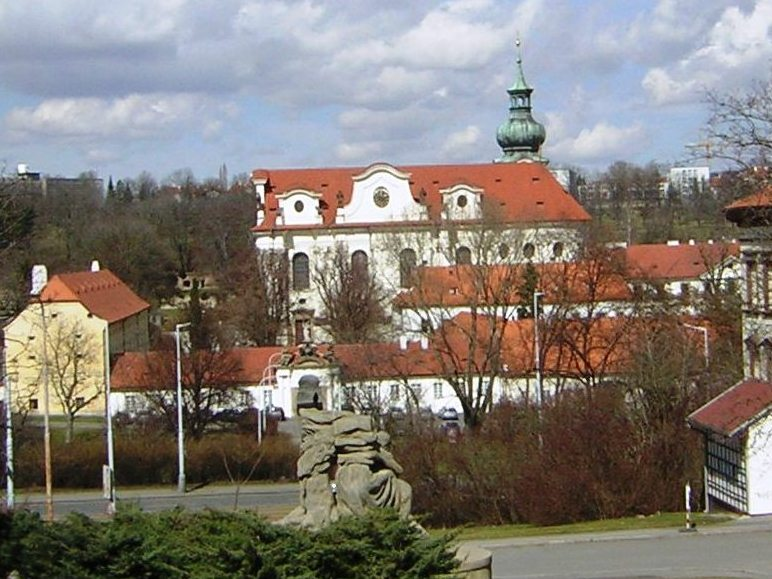
Abbaye vue du sud
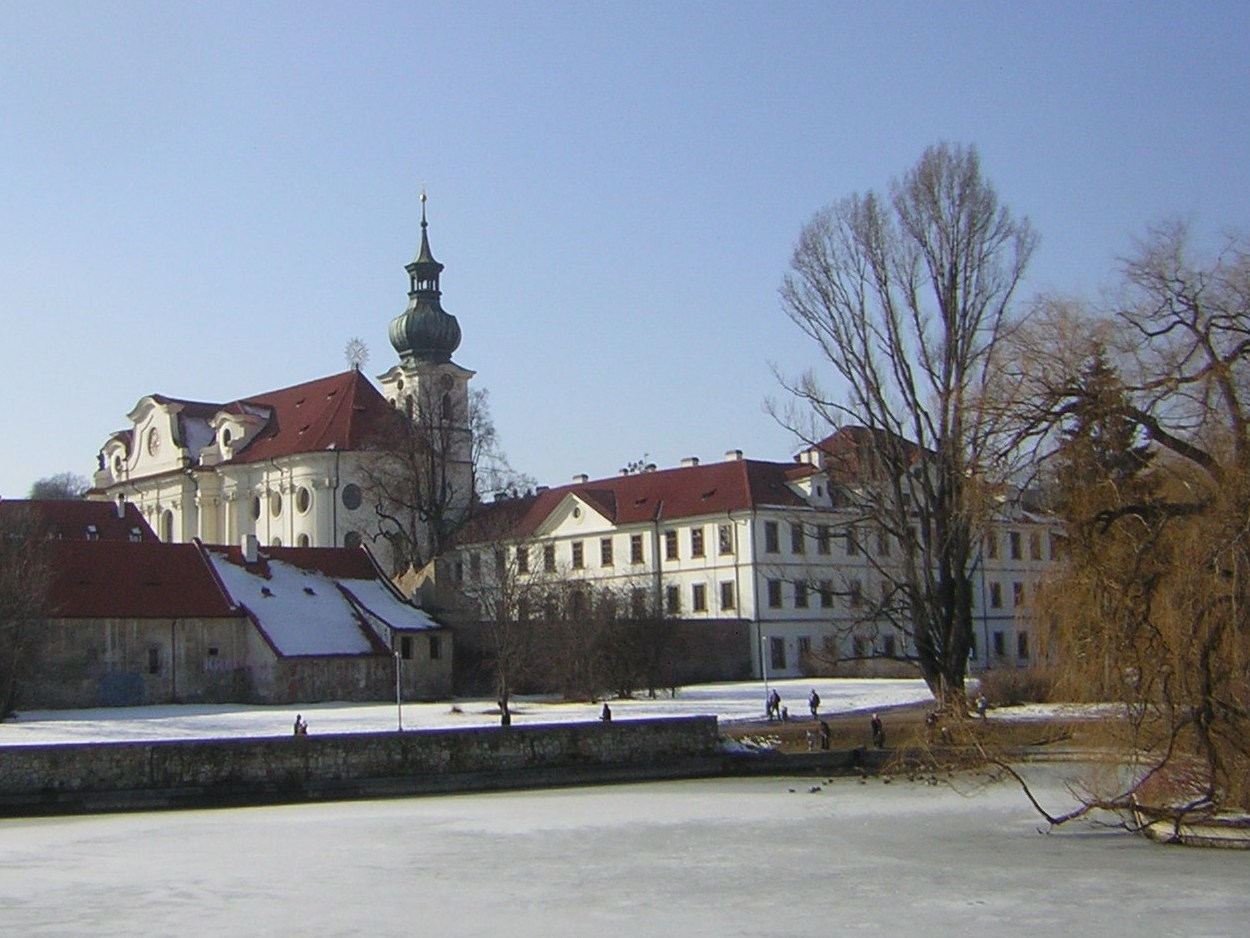
Abbaye vue de l'étang
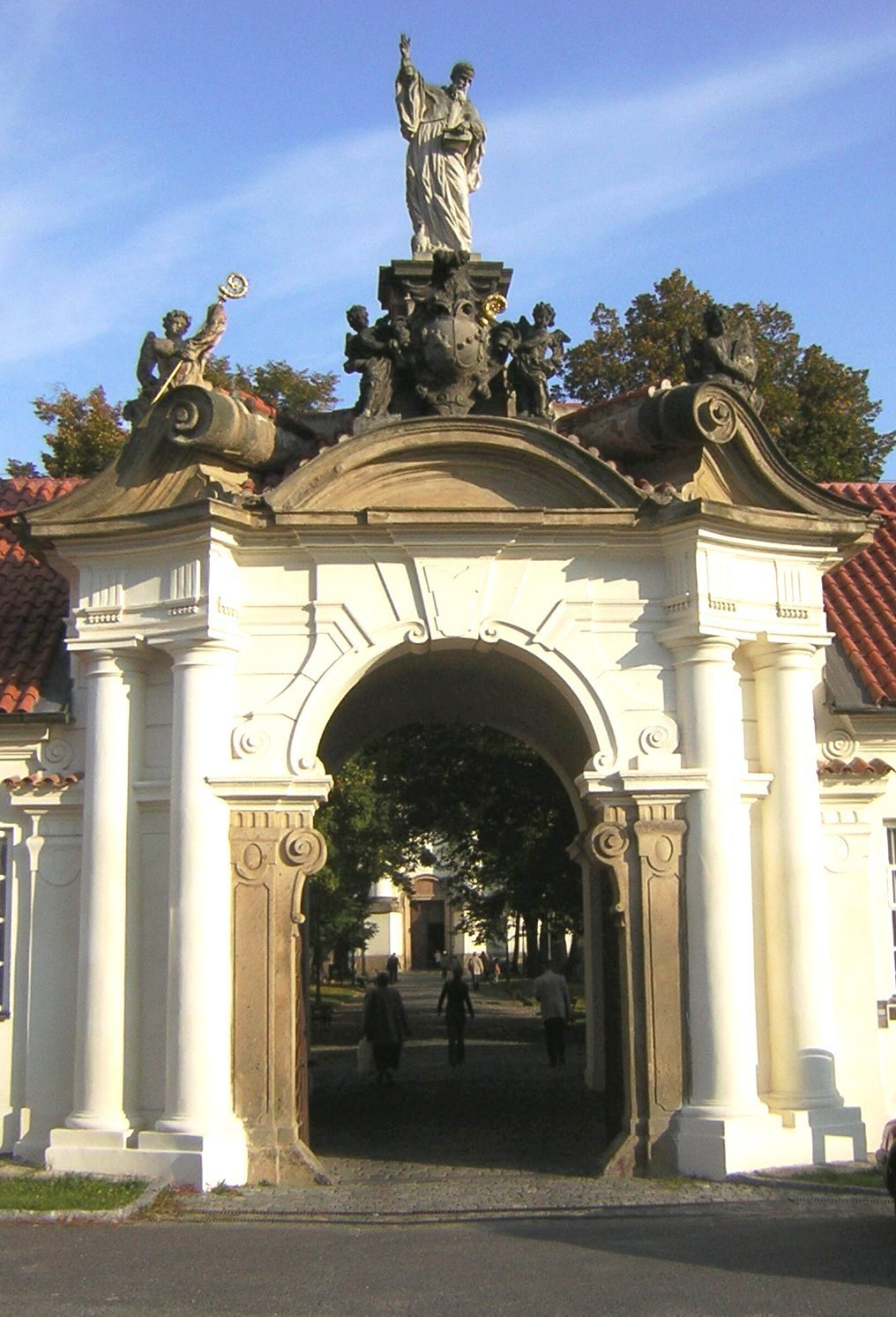
Portail
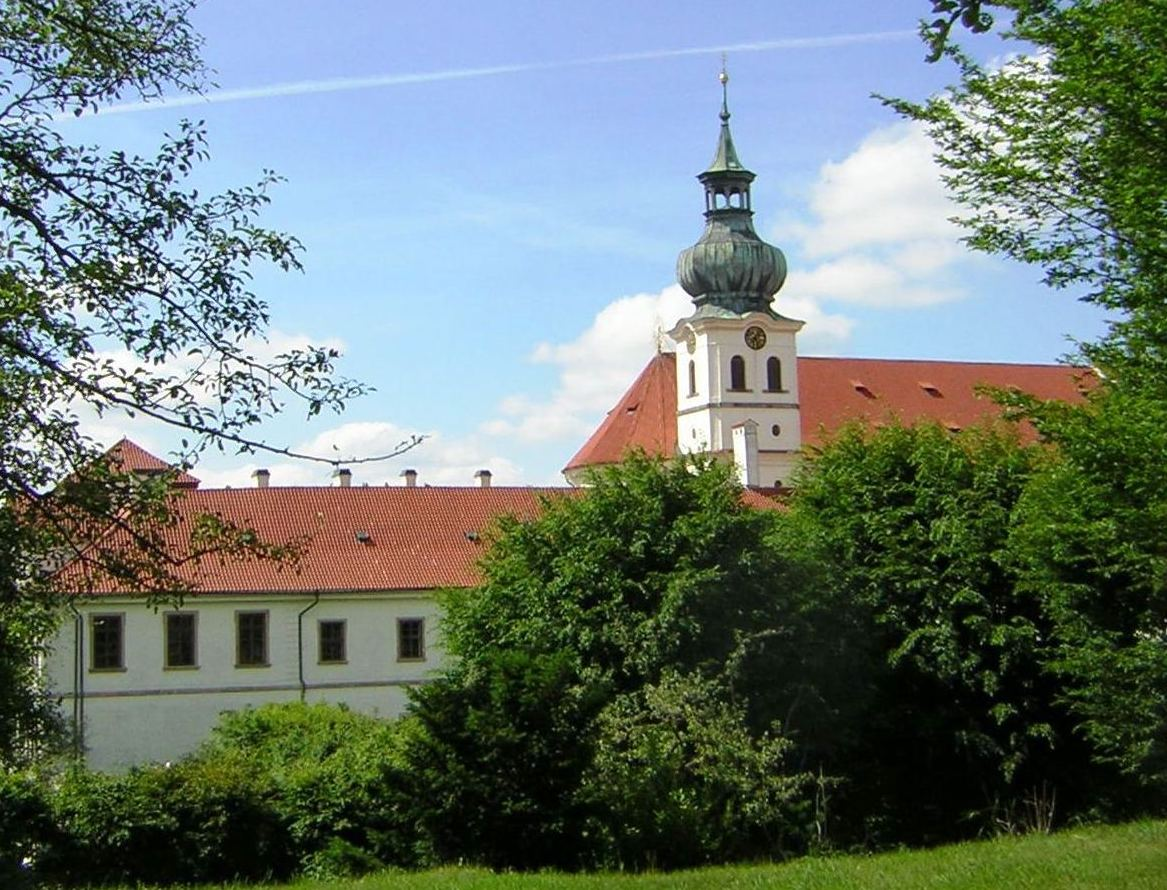
Vue des jardins

Dans les jardins, un pavillon baroque abrite la source de la Brusnice dont les voûtes gothiques sont le seul témoignage de la reconstruction du monastère en style gothique au XIVe siècle. Comme dans maints couvents de Bohême, une riche décoration sculpturale orne les jardins - notons en particulier la statue de saint Jean Népomucène et de saint Benoît.